# 赫根羅特彗星
赫根羅特彗星（168P/Hergenrother）是太陽系中的一顆週期彗星。這顆彗星最初被命名為P/1998 W2，於2005年回歸，並暫時命名為P/2005 N2。赫根羅特彗星最後一次被觀測到是在2020年1月，在2012年爆發後可能還在繼續碎裂。

## 發現
1998年11月22日，卡爾·W·赫根羅特從蒂莫西·B·斯帕爾前一天使用卡特林那巡天系統的0.41米（16英寸）望遠鏡拍攝的CCD圖像中發現了一顆新的彗星。布萊恩·馬斯登的初步軌道計算顯示，彗星的軌道周期為6.78年 。當時，這顆彗星是小熊座內一顆視星等17等的天體。
2000年至2002年間，木下一夫和中野主一分別根據這顆彗星在1998年出現時的位置，預測了它的下一個近日點日期，即2005年11月2日左右。2005年11月6日，澳洲天文學家戴維·赫拉爾德（David Herold）成功觀測赫根羅特彗星。